# Deir Ghazaleh
Deir Ghazaleh, en arabe : دير غزالة, est un village du gouvernorat de Jénine en Palestine, dans le nord de la Cisjordanie. Il est situé à 9 kilomètres au nord-est de Jénine. Selon le recensement du Bureau central palestinien des statistiques, la localité compte une population de 1 129 habitants en 2017.